# Microsoft Display Dock
Microsoft Display Dock — док-станция, позволяющая подключать устройства Windows 10 Mobile к компьютерному монитору, мыши и клавиатуре для работы в режиме настольного ПК. Это также первое устройство, выступающее в качестве док-станции для новой функции Windows 10 Mobile «Continuum», которая позволяет некоторым мобильным устройствам запускать собственные мобильные приложения как настольные, Хотя, несмотря на эмуляцию Windows 10 для ПК, программное обеспечение не имеет большинства функций, присущих настольным версиям, таких как запуск Windows Store приложений бок о бок или Win32 приложений, а различные приложения, такие как Microsoft Messaging и Skype не запускаются в полноэкранном режиме для больших мониторов..
Док-станция для дисплея также работала как обычный USB-концентратор, если не была подключена к какому-либо источнику вывода.
В настоящее время единственными устройствами, совместимыми с Microsoft Display Dock, являются Microsoft Lumia 950 и Microsoft Lumia 950 XL. Док-станция также будет работать с Microsoft Surface Go, Microsoft Surface Book 2 и другими устройствами, поддерживающими стандарт MyDP (также известный как Mobility DisplayPort или SlimPort). Однако блок питания док-станции недостаточно мощный для одновременной зарядки Surface, поэтому батарея будет медленно разряжаться во время использования, если не подключен собственный блок питания Surface.

## Аппаратное обеспечение
Microsoft Display Dock представляет собой предмет кубической формы размером 2,5 на 2,5 на 1 дюйм (HWD), с портами как на передней, так и на задней стороне устройства, и весит 8,1 унции (230 грамм). Смартфон Microsoft Lumia подключается через порт USB-C на передней панели, а на задней панели расположены 3 порта USB Type-A, порт HDMI-порт, полноразмерный разъем DisplayPort и один порт USB Type-C для питания. Хотя имеется два порта видеовыхода, одновременно можно использовать только один из них.

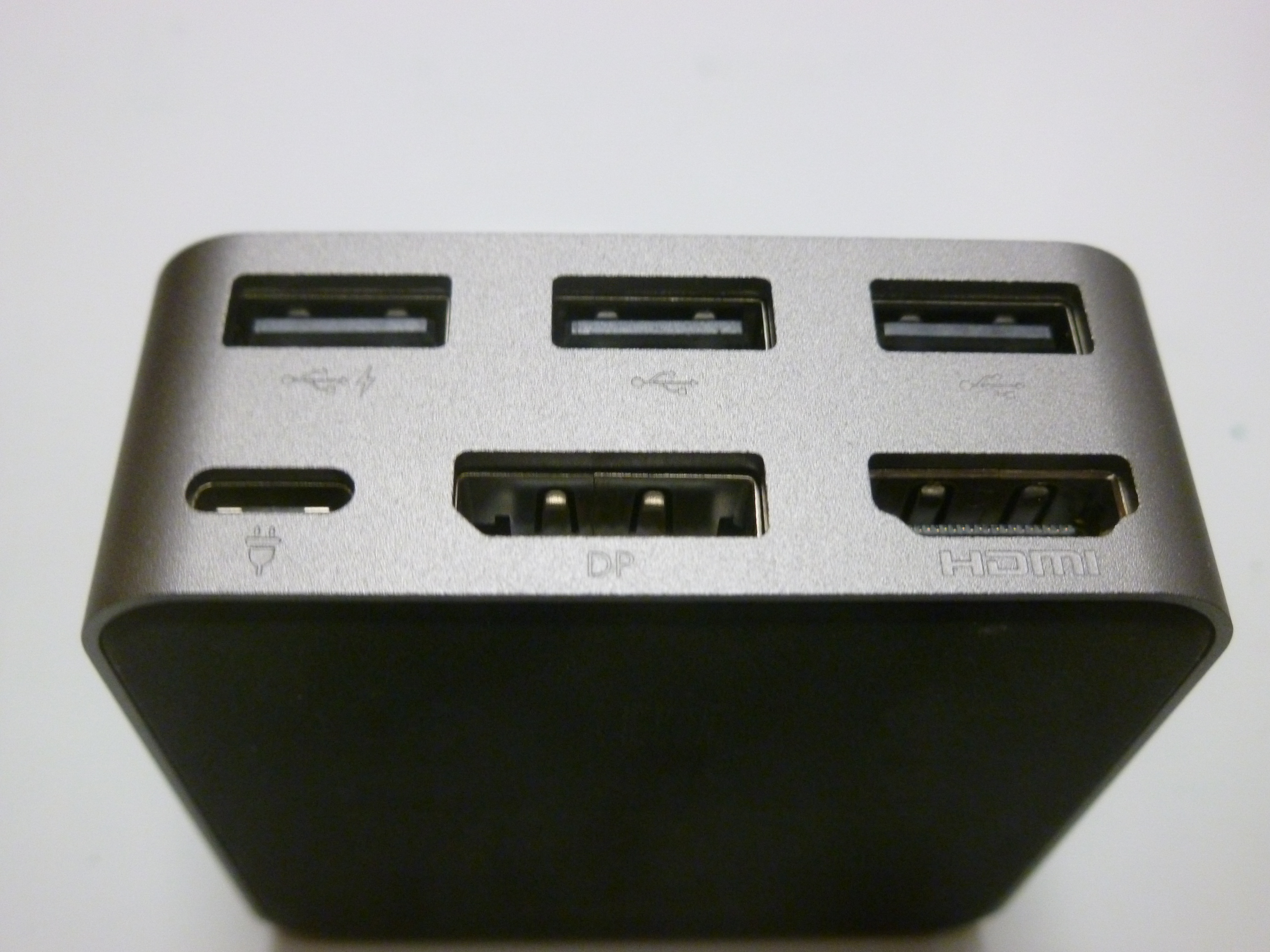
Задняя сторона устройства

.